# Semplo
Semplo is een bestuurslaag in het regentschap Cirebon van de provincie West-Java, Indonesië. Semplo telt 2577 inwoners (volkstelling 2010).